# Antoine de Créqui Canaples
Antoine de Créqui Canaples (Francia, 17 luglio 1531 – Amiens, 20 giugno 1574) è stato un cardinale, vescovo cattolico e abate francese.
Era figlio di Giovanni VIII di Créquy, signore di Canaples, e di Maria d'Arcigné.

## Biografia
Ricevette la sua formazione a Parigi ove venne inviato appositamente nel 1539.
Fu nominato abate commendatario di San Giuliano di Tours nel 1552 e vescovo di Nantes nel 1554, sede che diresse fino al 1564 quanno venne nominato vescovo di Amiens. Il 22 aprile 1554 fu ordinato sacerdote e nello stesso giorno consacrato vescovo.
Fu consigliere di re Carlo IX di Francia.
Nel concistoro del 12 marzo 1565 papa Pio V lo nominò cardinale con il titolo di cardinale diacono di San Trifone (pro illa vice), titolo di cui fu il primo, ma anche ultimo, cioè unico, intestatario.
Nel 1569 fu nominato abate commendatario dell'abbazia di Saint Vaast a Moreuil e successivamente ottenne la commenda anche per l'Abbazia di San Pietro di Cravicuria.
Il re Enrico II di Francia lo nominò cavaliere dell'Ordine di San Michele.
Alla morte la sua salma venne inumata nell'Abbazia di Saint Vaast.

## Conclavi
Durante il suo periodo di cardinalato ebbero luogo due conclavi:
- conclave del 1565-1566 che elesse papa Pio V
- conclave del 1572 che elesse papa Gregorio XIII

ma egli non prese parte ad alcuno dei due.

## Genealogia episcopale
La genealogia episcopale è:
- Vescovo François de Laval
- Cardinale Antoine de Créqui Canaples